# Qa'emiyeh
Qa'emiyeh (farsi قائمیه) è una città dello shahrestān di Kazerun, circoscrizione Chanar Shahijan, nella provincia di Fars. Aveva, nel 2006, una popolazione di 23.734 abitanti. 